# Sent Victor e Rosaud
Sent Victor e Rosaud (en francès Saint-Victor-Rouzaud) és un municipi francès situat al departament de l'Arieja i a la regió d'Occitània.